# Mauritania Airlines
Mauritania Airlines, anteriormente Mauritania Airlines International, es una aerolínea con sede en Nuakchot, Mauritania, que funciona como una aerolínea de bandera. La compañía se fundó en diciembre de 2010 en respuesta a la desaparición de Mauritania Airways. En abril de 2018, se anunció que la aerolínea cambió su nombre de Mauritania Airlines International a Mauritania Airlines.

## Destinos
Mauritania Airlines tiene su base en el Aeropuerto Internacional de Nuakchot-Oumtounsy (NKC). La compañía opera vuelos de corta y media distancia. Los vuelos de corta distancia son principalmente conexiones nacionales entre los aeropuertos de Mauritania y algunos vuelos a otros países de África occidental.

### África
Mauritania
- Nuadibú - Aeropuerto Internacional de Nouadhibou
- Nuakchot - Nouakchot – Aeropuerto Internacional de Oumtounsy
- Zuérate - Aeropuerto Tazadit

Benin
- Cotonú - Aeropuerto de Cotonú-Cadjehoun

República del Congo
- Brazzaville - Aeropuerto de Maya-Maya

Costa de Marfil
- Abiyán - Aeropuerto Port Bouet

Guinea
- Conakri - Aeropuerto Internacional de Conakri

Malí
- Bamako - Aeropuerto Internacional de Bamako-Sénou

Túnez
- Túnez - Aeropuerto Internacional de Túnez-Cartago

Marruecos
- Casablanca - Aeropuerto Internacional Mohammed V

Senegal
- Dakar - Aeropuerto Internacional Blaise Diagne

Sierra Leona
- Freetown - Aeropuerto Internacional de Lungi

### Europa
La aerolínea estuvo en la lista negra de la UE hasta diciembre de 2012, pero se ha eliminado desde entonces.
España
- Las Palmas de Gran Canaria - Aeropuerto de Gran Canaria

## Flota

### Flota Actual

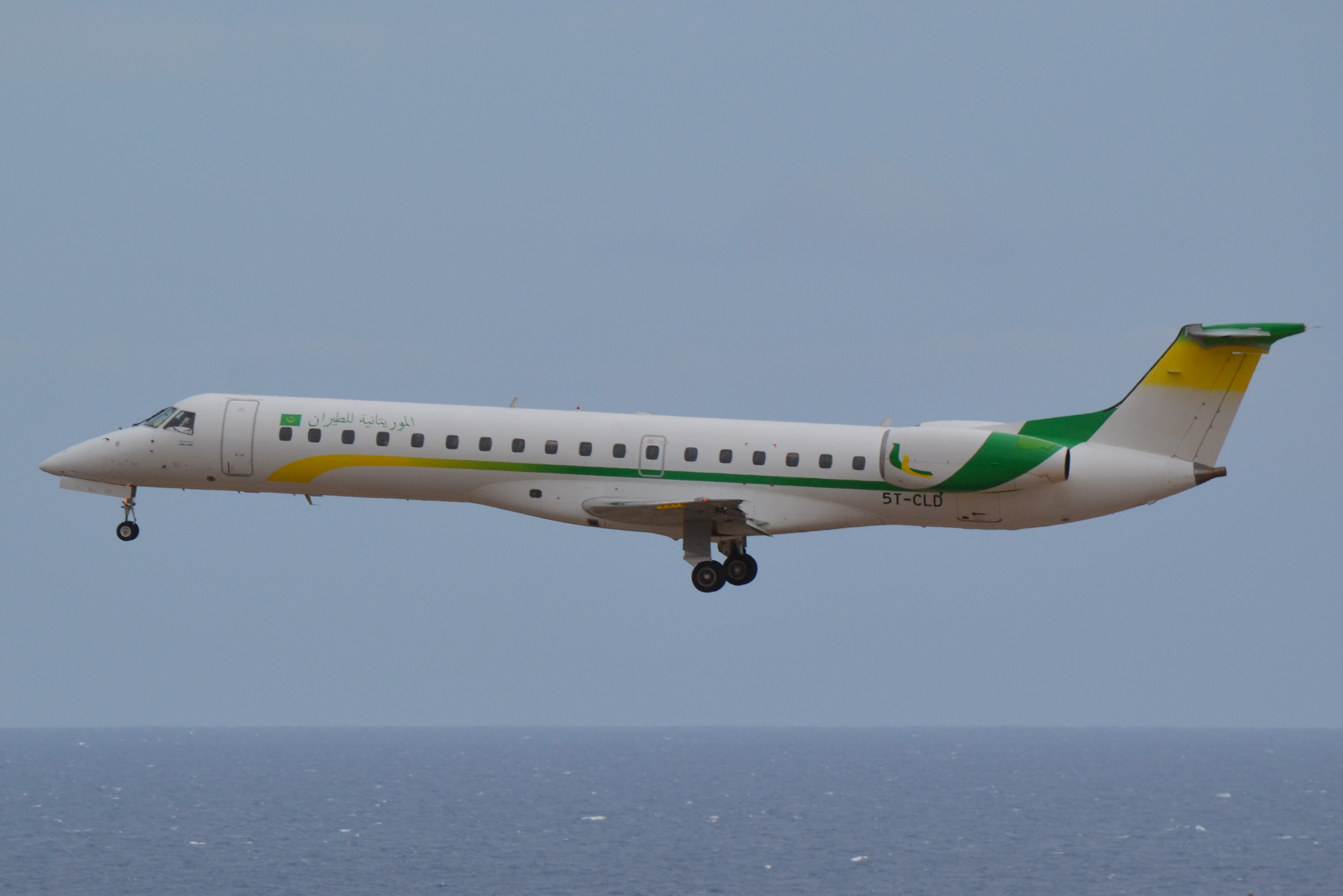
Embraer ERJ 145 de Mauritania Airlines en el Aeropuerto de Gran Canaria

A abril de 2024, la flota de Mauritania Airlines está compuesta por los siguientes aviones, con una edad media de 10,4 años:
| Aeronave        | En servicio | Ordenados | Pasajeros | Pasajeros | Pasajeros | Notas |  |
| Aeronave        | En servicio | Ordenados | C         | Y         | Total     | Notas |  |
| --------------- | ----------- | --------- | --------- | --------- | --------- | ----- |  |
| Boeing 737-7EE  | 1           | —         |           |           | 115       |       |  |
| Boeing 737-800  | 1           | —         | 16        | 144       | 160       |       |  |
| Boeing 737-8MAX | 1           | —         | 16        | 144       | 160       |       |  |
| Embraer 145     | 1           | —         | —         | 50        | 50        |       |  |
| Embraer 175     | 2           | —         | TBA       | 76        |           |       |  |
| Total           | 6           | 0         |           |           |           |       |  |